# High Peak (circonscription britannique)
Pour les articles homonymes, voir High Peak.
La circonscription de High Peak  est une circonscription située dans le Derbyshire et représentée à la Chambre des communes du Parlement britannique.